# Museumpark Orientalis

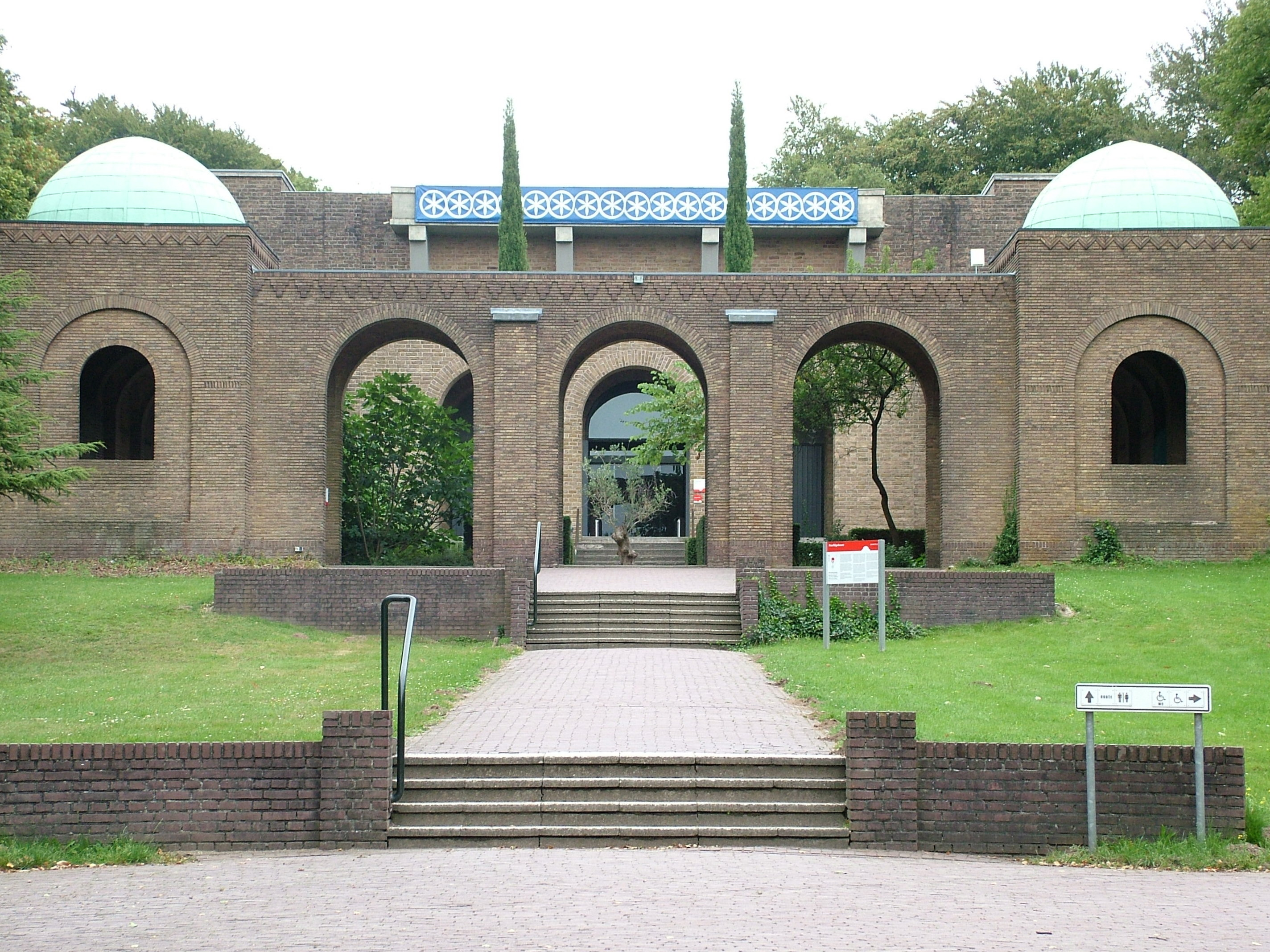
Hauptgebäude

Museumpark Orientalis (auch Oriëntalis) heißt ein niederländischer Themenpark, der das Christentum, das Judentum und den Islam vorstellt. Bis 2007 lautete der Name Bijbels Openluchtmusem (Biblisches Freiluftmuseum). Der Park liegt in der Nähe der Siedlung Heilig Landstichting (Heiliges-Land-Stiftung) in der Gemeinde Berg en Dal bei Nijmegen nahe der deutschen Grenze.

## Geschichte

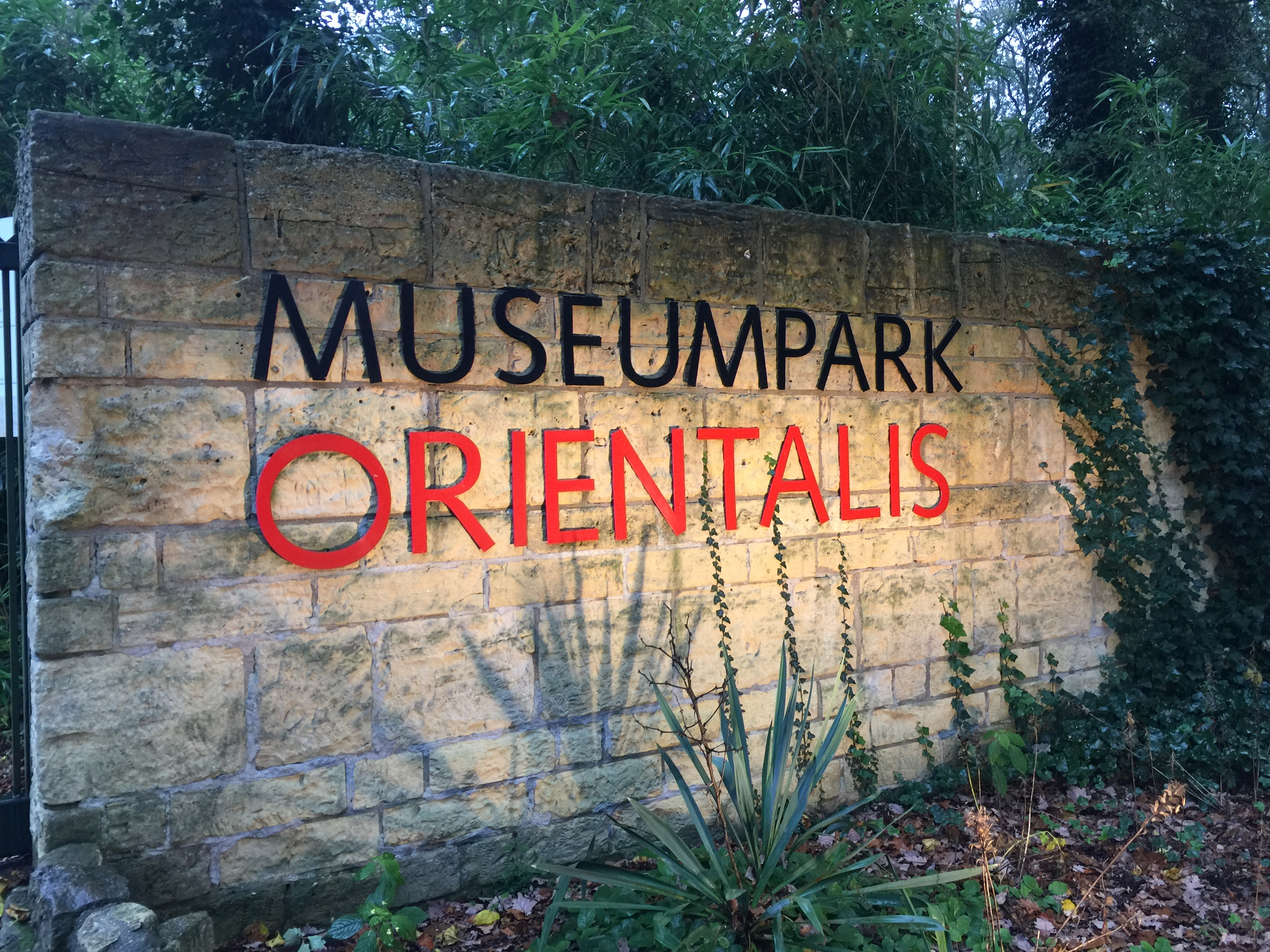
Museumpark Orientalis (2019)

Der Park entstand 1911 in einer waldreichen Landschaft. Ein katholischer Priester wollte Gläubigen, die nicht nach Palästina reisen konnten, einen Ersatz geben. Mönche erklärten in oder bei nachgebauten Häusern die Zeit Jesu. In späterer Zeit wurde die Organisation verbessert und der Park erweitert; der Bau einer riesigen Basilika musste jedoch aus Geldmangel aufgegeben werden. Vollendet wurde jedoch die Zönakelkirche.
1968 wurde der Park um das Judentum erweitert und benannte sich in der Folge von H. Landstichting (Stiftung Heiliges Land) um in Bijbels Openluchtmuseum. Die missionarische Art des Parks wich einer breiteren Darstellung der Kultur der behandelten Zeit. Der Islam kam 1993 hinzu. Streitpunkte bei der Neueinrichtung des Parks waren, inwieweit das betreffende Bistum Mitsprache hatte und wie eine finanzielle Beteiligung aus dem Oman zu bewerten sei.

## Gebäude und Gelände

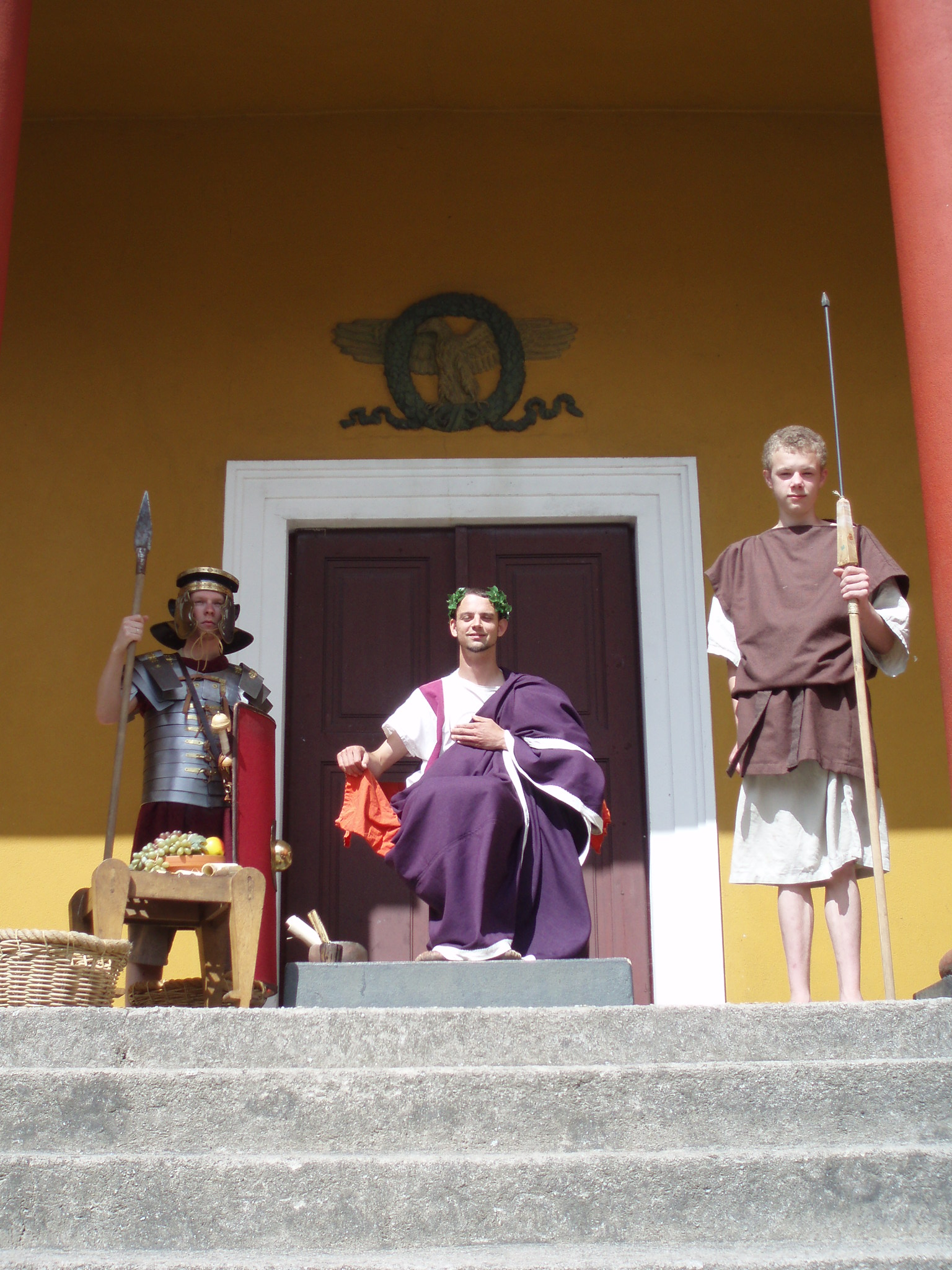
„Kaiser Trajan“ im Jahre 2006

Der Besucher erreicht zunächst das Hauptgebäude, in dem eine Multimediashow gezeigt wird. Sie behandelt Fragen wie religiöse Toleranz und Glaubensstrenge. Das Hauptgebäude sollte ursprünglich Teil der geplanten Basilika sein. Die empfohlene Wanderroute führt anschließend nach Nazareth, das ein jüdisches Dorf aus der Zeit Jesu darstellt. Der islamische Parkteil umfasst eine Karawanserei, also eine Herberge und daneben eine Anlage für Dromedare. Etwas weiter befindet sich ein Dorf an einem Teich, der an den See Genezareth erinnern kann. In der Mitte des Parks befindet sich eine größere Sandfläche mit Beduinenzelten.
Ursprünglicher Kern des Parks war das Christentum. Während zum Beispiel der Kalvarienberg heute nicht mehr auf dem Parkgelände steht, bildet nun die Via Orientalis das christliche Gegenstück zu Judentum und Islam. Dabei handelt es sich um eine römische Straße mit angrenzenden Gebäuden, darunter eine frühchristliche Kirche, aber auch ein ägyptischer Tempel.
Manche Räume in den Dörfern bzw. an der Via Orientalis zeigen eine historische Einrichtung, andere wurden mit Bezug auf die drei Religionen künstlerisch ausgestaltet. Im Park gibt es zwei Restaurants und einige Darsteller in Kostümen, wie z. B. einen arabischen Geschichtenerzähler in der Karawanserei.

## Galerie

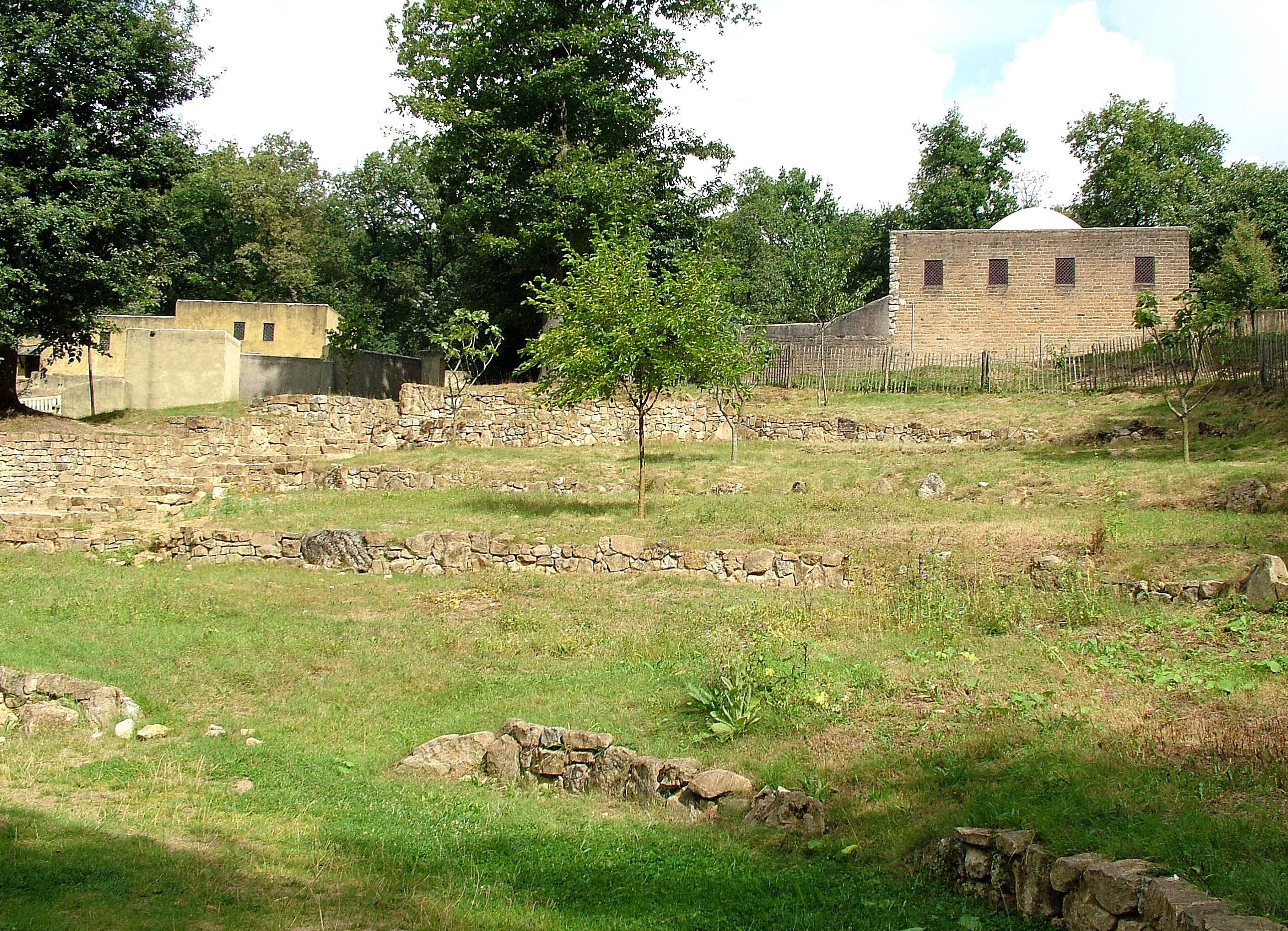
Jüdisches Dorf
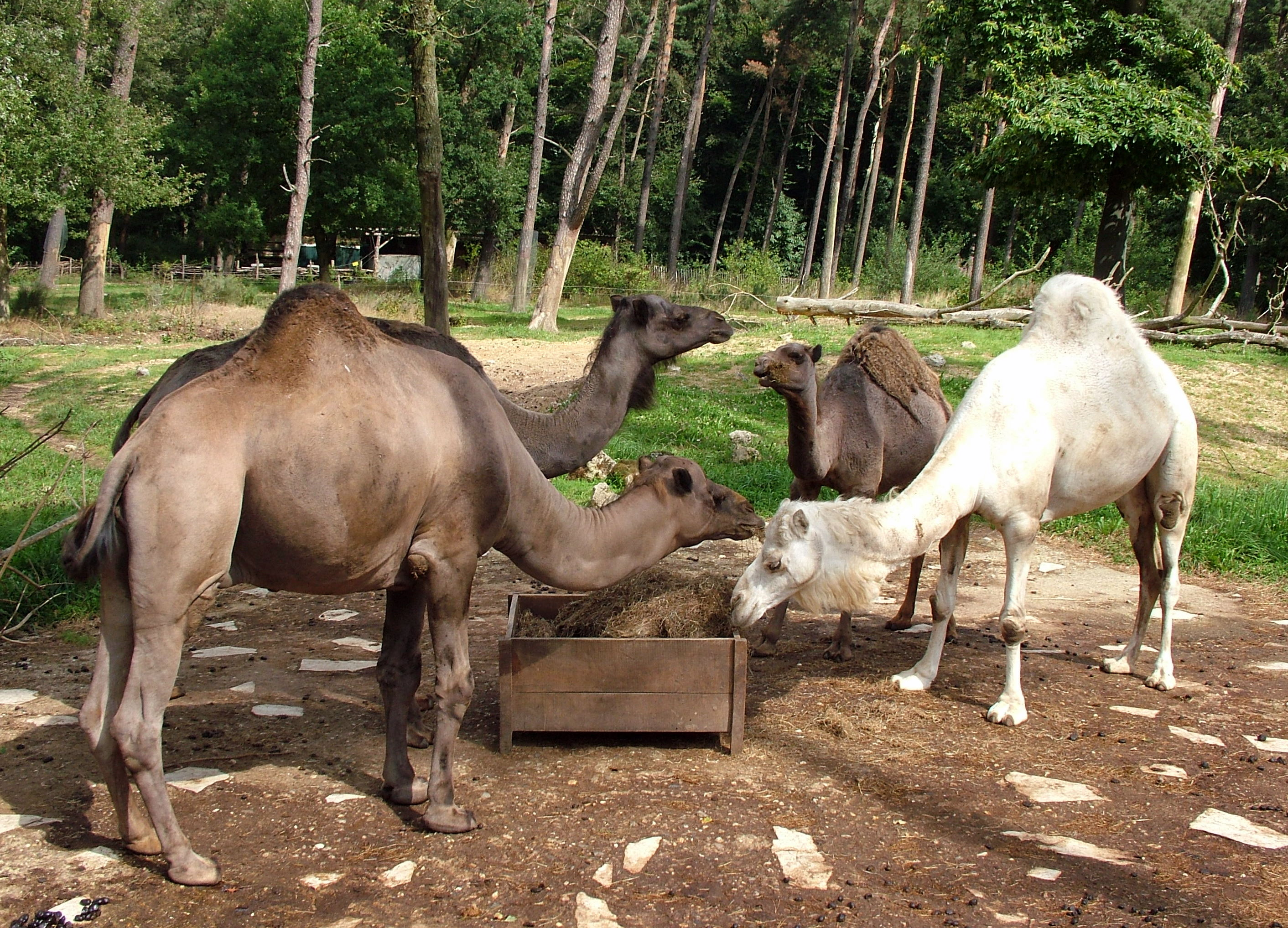
Dromedare
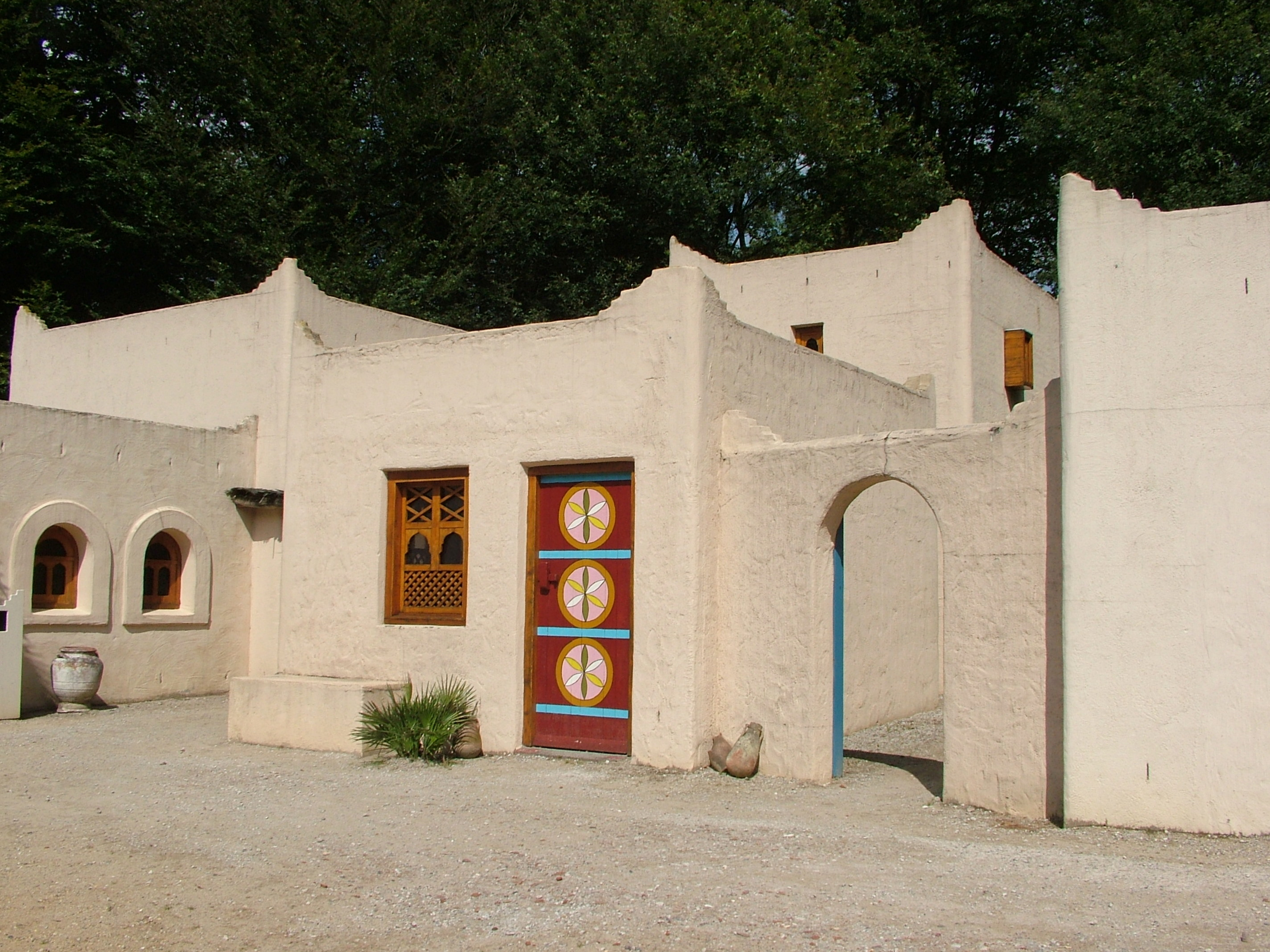
Islamisches Dorf Tell Arab
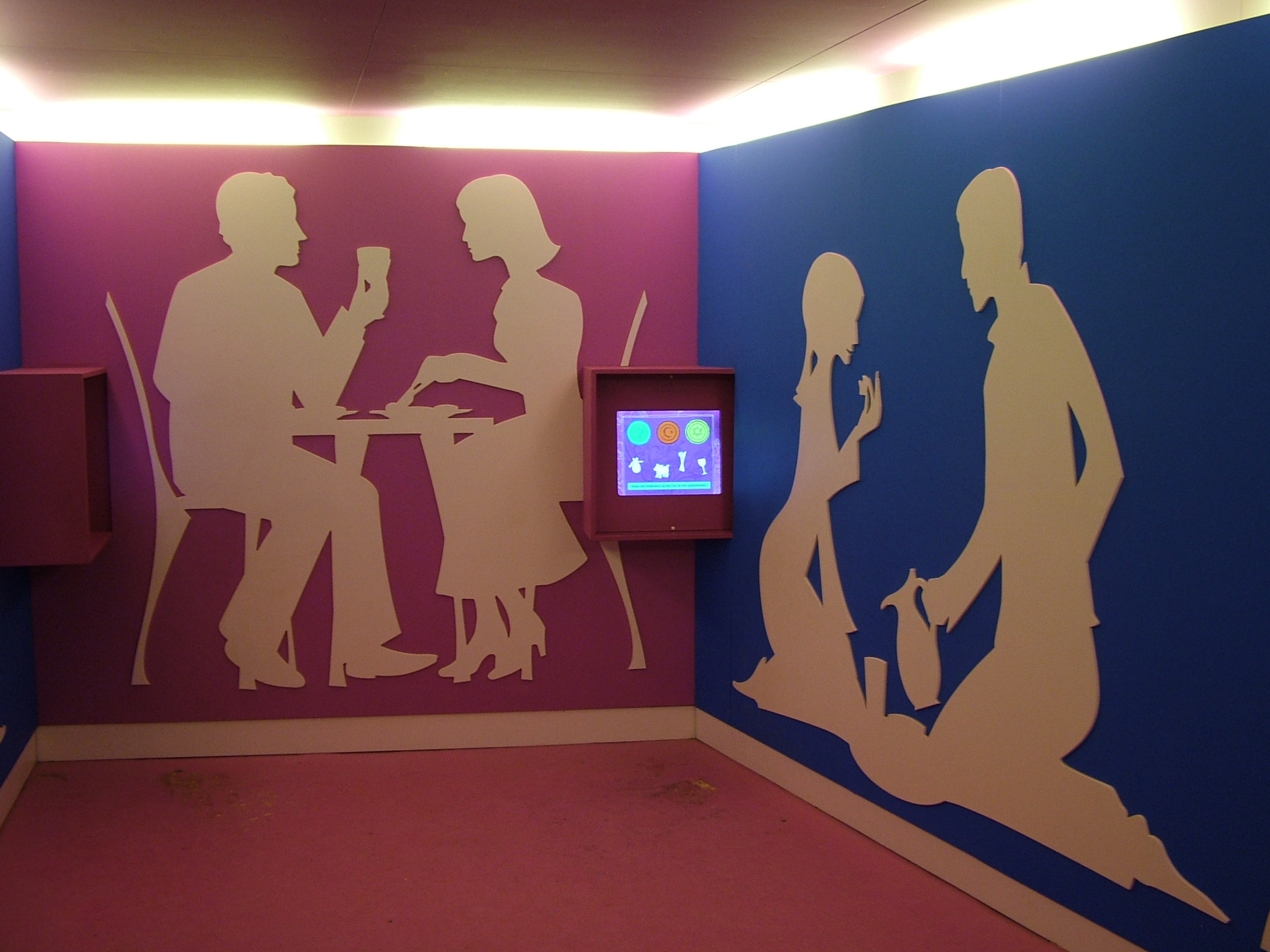
Thematisierung Essen und Religion
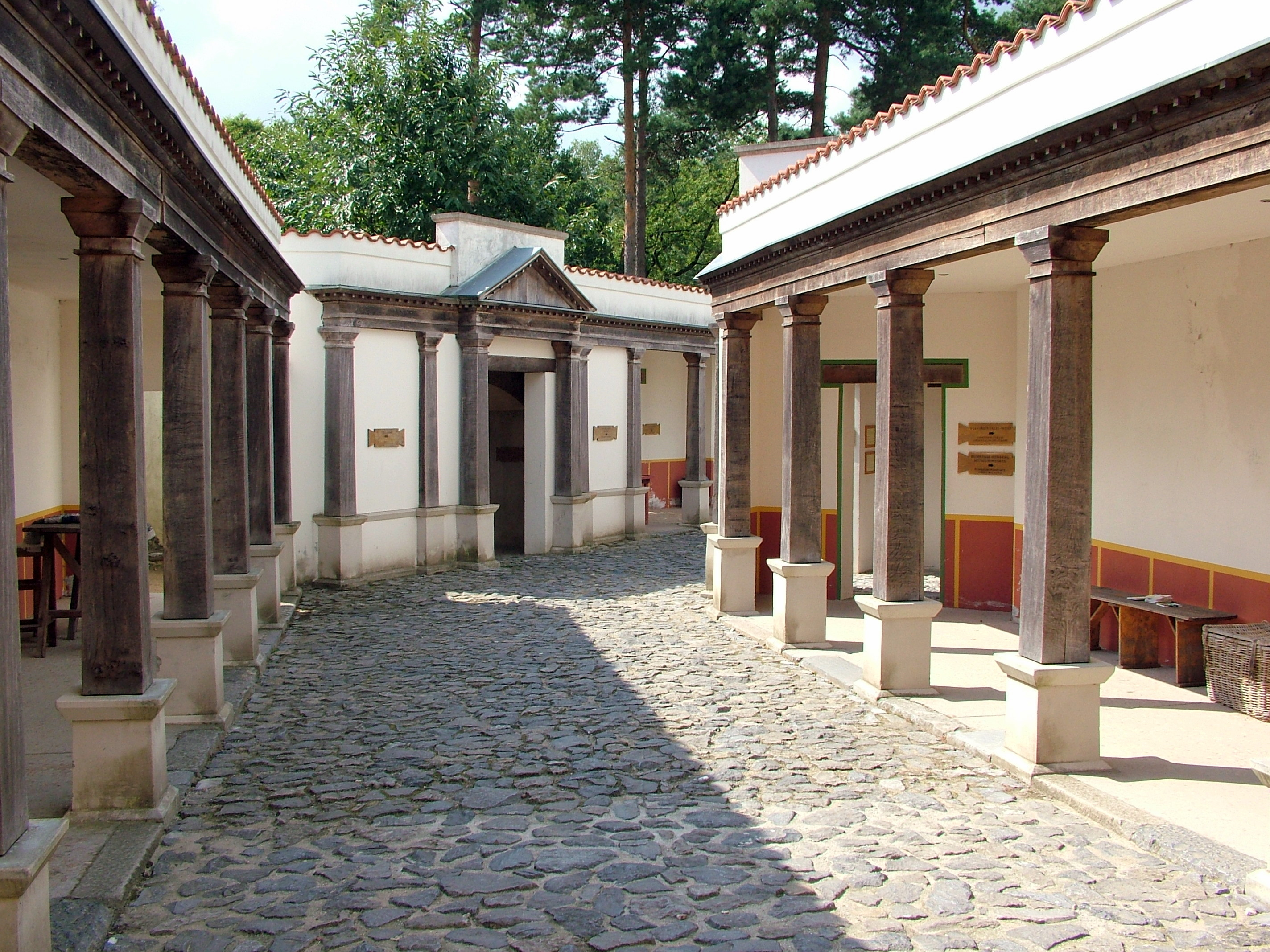
Via Orientalis
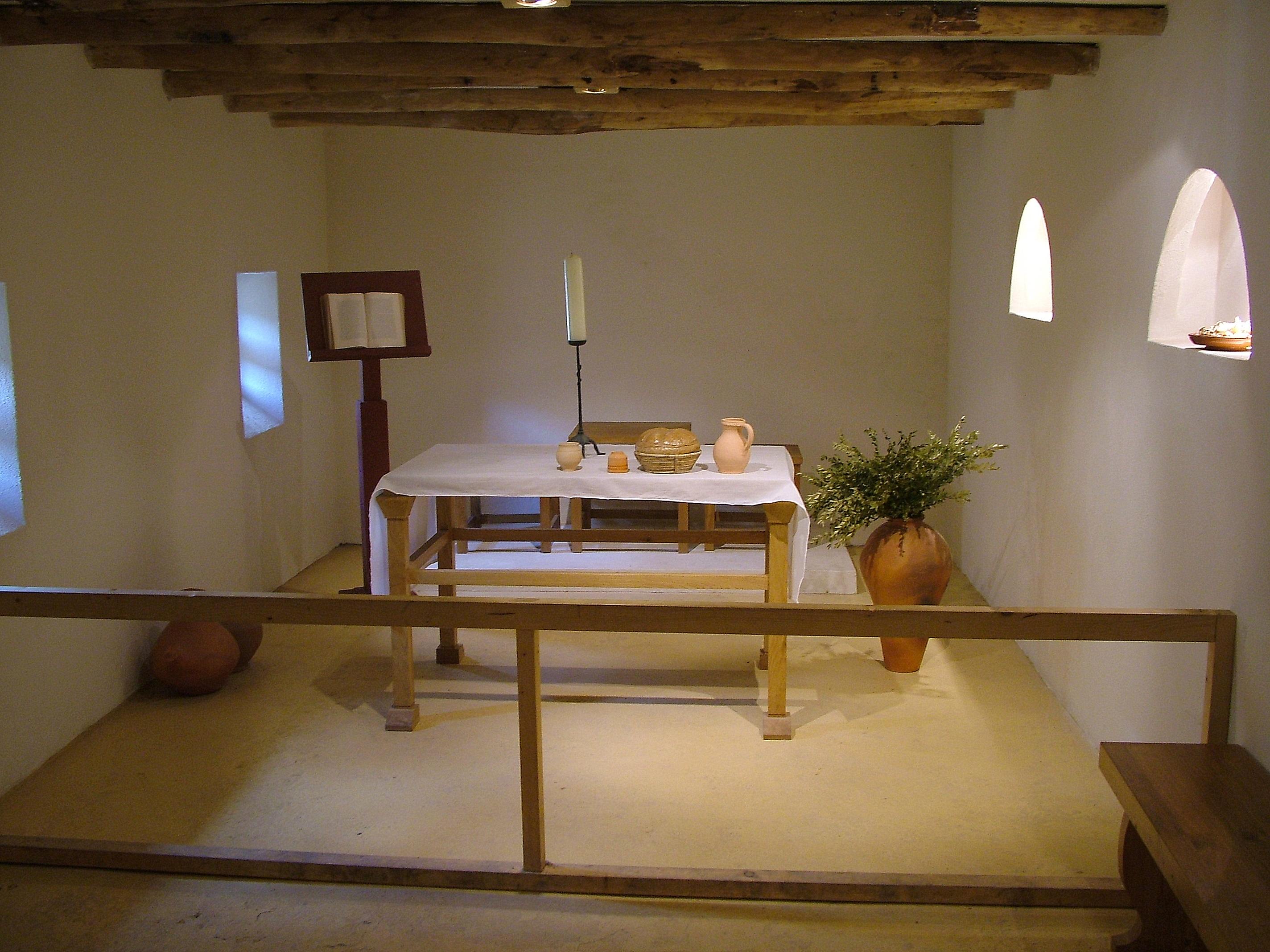
Frühchristlicher Altarraum
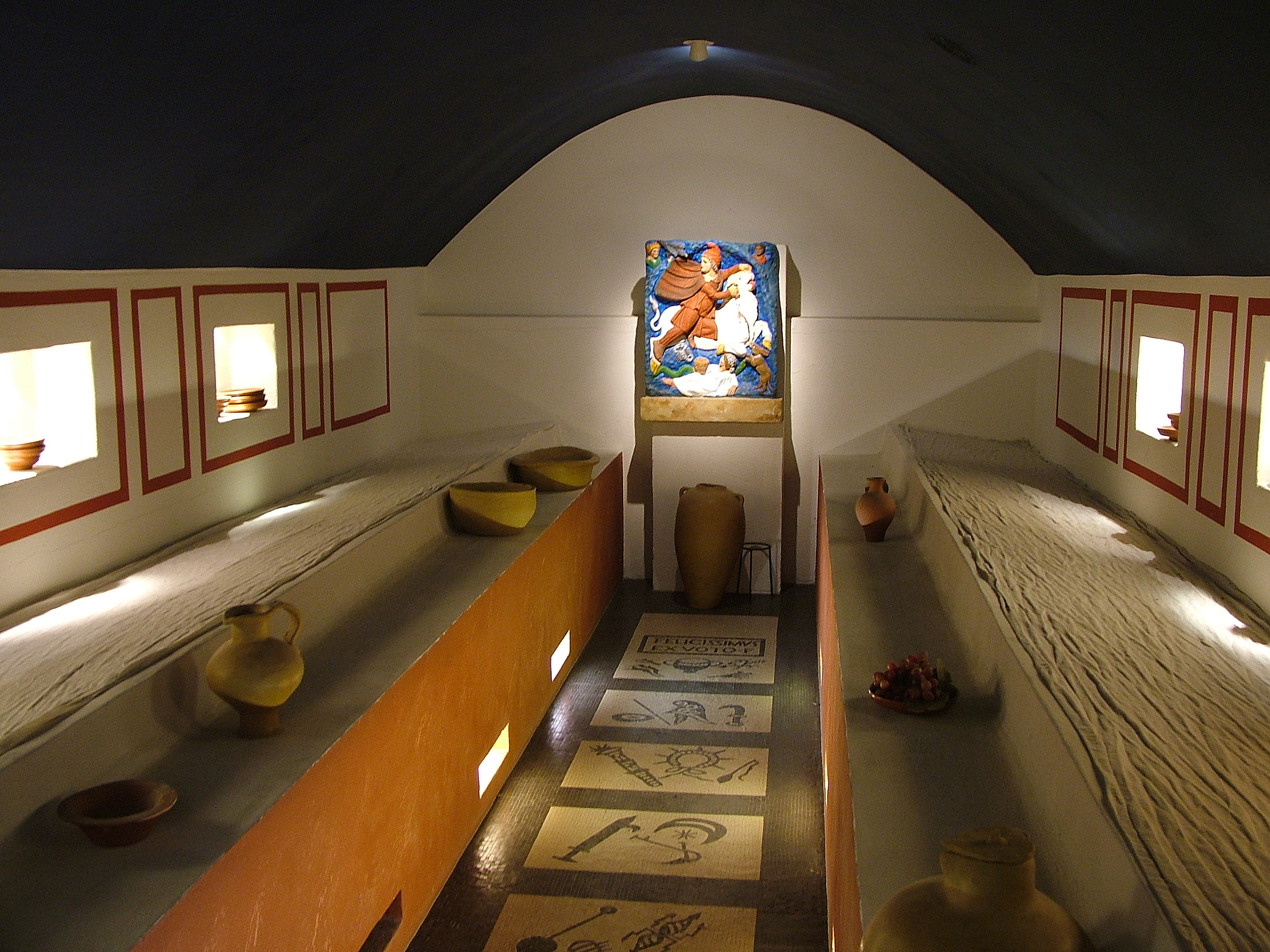
Kultraum des Mithras

## Kritik
Von 2001 bis 2009 sind die Besucherzahlen von 120.000 auf 70.000 im Jahr gesunken, schrieb Hélène van Beek in der Zeitung Trouw. Gerade die katholischen Besucher blieben aus. Gleichzeitig stiegen die Kosten, unter anderem durch teure Multimediashows in den alten Gebäuden. Für Geldgeber war die Vielzahl der unterstützenden Stiftungen unüberschaubar. Das Museum an sich lebte von projektbezogenen Subventionen, kritisierte Georgy Schardijn, ehemaliger Abteilungsleiter von Orientalis, und der Direktor habe nicht mit Geld umgehen können. Van Beek zufolge konnte Geld der Provinz für die Renovierung von Gebäuden nicht angefragt werden, weil Orientalis seine wirtschaftliche Überlebensfähigkeit nicht nachweisen konnte. Auch eine Provinzsubvention für die kulturelle Infrastruktur blieb aus, weil mit den Bauarbeiten nicht begonnen wurde.

## Belege
1. ↑  Hélène van Beek: Het zwarte gat van Oriëntalis; Altijd maar discussie over subsidies Museumpark. In: Trouw - de verdieping, 26. Februar 2011, S. 30/31.

Koordinaten: 51° 48′ 49,7″ N, 5° 53′ 18,1″ O